# Maarheeze
Maarheeze (Brabants en West-Limburgs: Máres) is een dorp in de Nederlandse gemeente Cranendonck, provincie Noord-Brabant.
Het historische gemeentewapen van Maarheeze bestond uit "Van lazuur beladen met een kraanvogel, houdende in deszelfs linkerpoot een steen, alles van goud." In 1996 stelde de Noordbrabantse Commissie voor Wapen- en Vlaggenkunde voor de kleuren van het wapen te wijzigen in de historische kleuren van Cranendonk, namelijk: in keel een kraanvogel van zilver, gebekt en gepoot van goud, houdende in zijn poot een steen van zilver. De voormalige gemeente Maarheeze telde in 1996 9168 inwoners en had een oppervlakte van 55,23 km².
De gemeente Maarheeze heeft meerdere grenswijzigingen gekend. Ze werd ingesteld in 1810, doch in 1925 werd de gemeente Soerendonk-Sterksel-Gastel met deze gemeente samengevoegd tot de nieuwe gemeente Maarheeze. Deze werd in 1997, met uitzondering van Sterksel, gevoegd bij de gemeente Budel, welke in 1998 de historische naam Cranendonck kreeg. Het dorp Sterksel is overgegaan naar de nieuw gevormde gemeente Heeze-Leende.

## Geschiedenis

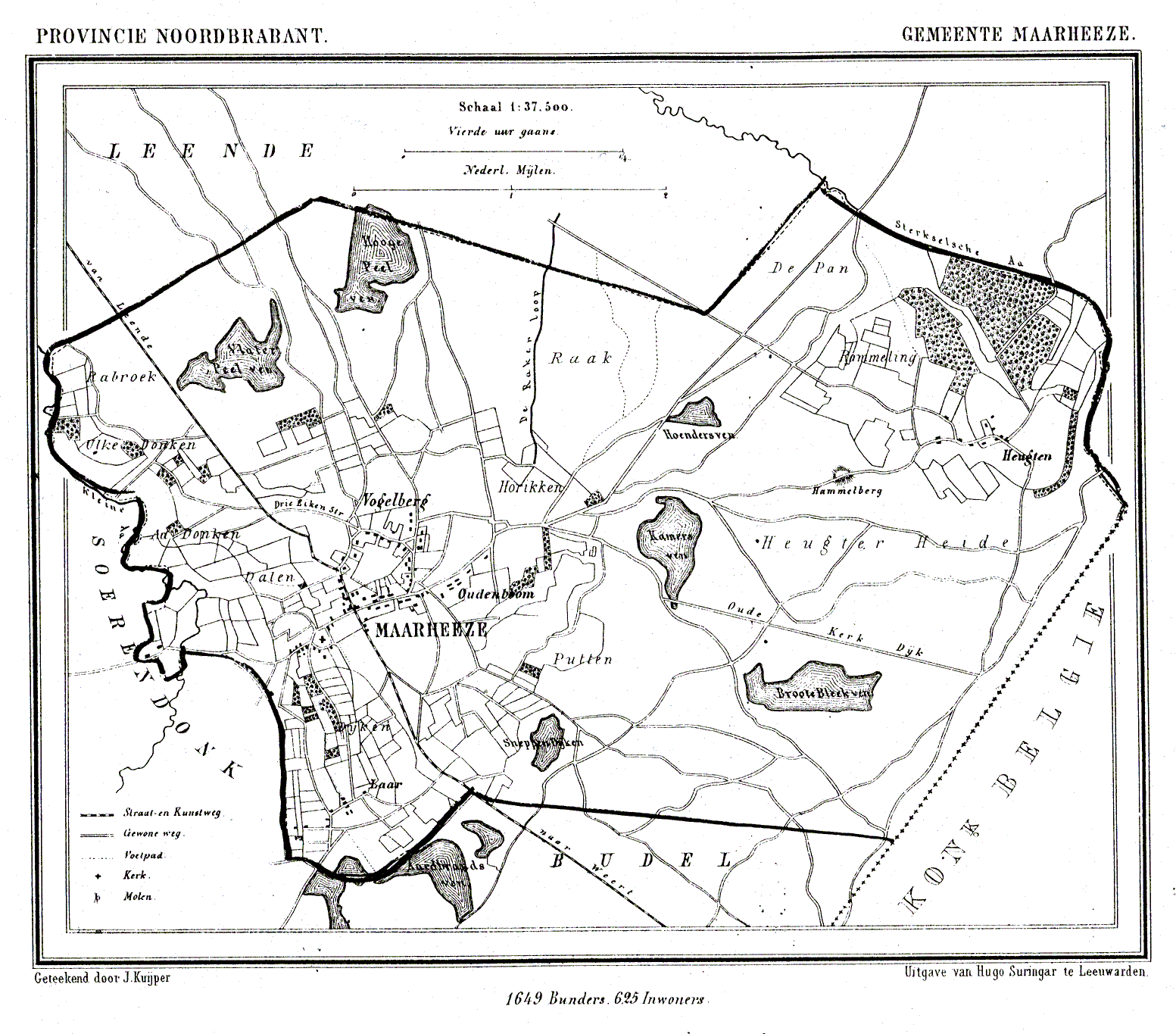
Maarheeze in 1865

De kern Maarheeze is zoals eigenlijk alle kernen in Cranendonck (behalve Budel-Dorplein) ontstaan als een esdorp. Oude akkercomplexen omringen de kern.
De naam Maarheeze wordt het eerst vermeld in 1264 als Marnehese. Volgens Van Berkel en Samplonius is de naam een samenstelling van hees ‘kreupelhout’, en een onduidelijk deel marn, mogelijk uit *mar- ‘waterloop’. De afschriften van een niet in origineel bewaarde oorkonde uit 1223 spellen de naam als Marresia, Mernesen, Maercheze.
De oudste schriftelijke vermelding van Maarheeze dateert van 1289 toen Willem van Cranendonk heer van Maarheeze werd genoemd. Maarheeze vormde met Soerendonk een gezamenlijke schepenbank. In de loop van de tijd heeft Maarheeze zich flink uitgebreid, echter niet in relatie met de oorspronkelijke structuur van de kern. Doordat de uitbreiding vooral is bepaald door de ligging tussen de A2 en de spoorweg is er nauwelijks nog sprake van lintbebouwing langs akkercomplexen.

## Bezienswaardigheden

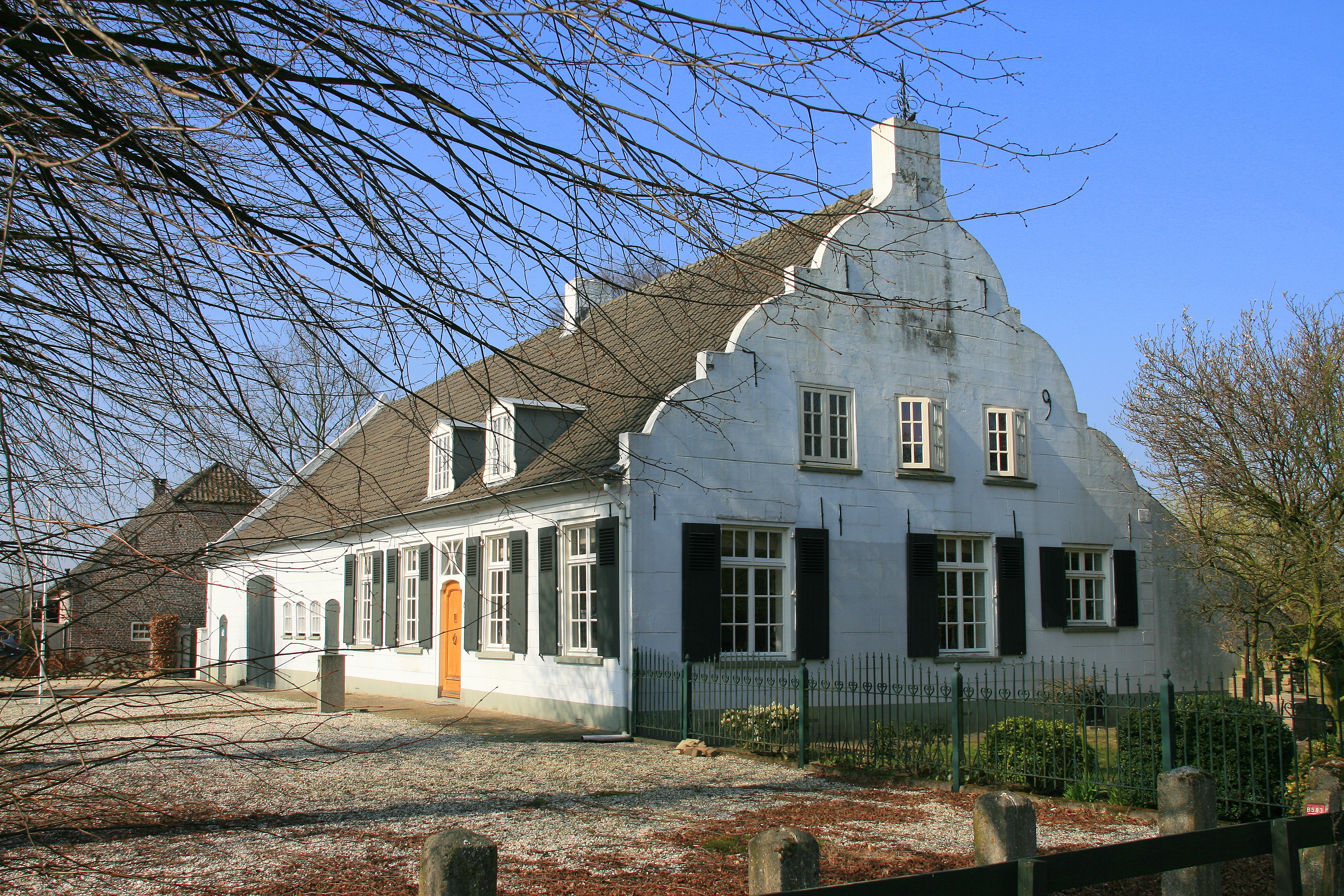
Teutenboerderij

- Sint-Gertrudiskerk. Deze neoromaanse kerk stamt uit 1910 en ze is ontworpen door L. de Vries uit Helmond.
- Pastorie uit 1821.
- Teutenboerderij. Deze boerderij aan de Kerkstraat 5 stamt uit 1779. Ze bezit een fraaie topgevel. De boerderij is meer dan 220 jaar binnen dezelfde familie gebleven en is door de familie gebouwd die ook 't Hof (Vroeger Hof van Holland) heeft opgericht. Sinds 2001 bewoont een andere familie de boerderij.

## Economie
Maarheeze ligt aan de autosnelweg A2 die het dorp doormidden snijdt: de kerk bevindt zich ten zuiden van de snelweg, min of meer geïsoleerd van het dorp. Ook de spoorlijn Eindhoven-Weert loopt in de nabijheid van het dorp. Tussen 1913 en 1938 had Maarheeze een treinstation. In 2010 is het station Maarheeze heropend ten zuiden van het dorp.
Ten zuidoosten van het dorp bevindt zich bedrijventerrein ´Den Engelsman´. Dit terrein heeft vestigingen van onder andere:
- Signify (voorheen: Philips Lighting). Dit bedrijf maakte onder meer fluorescerende stoffen voor kleurenschermen.
- Solmar Tours is een reisorganisatie, die hier een busterminal heeft voor de vakantiebussen.
- Van Gansewinkel is een groot internationaal opererend afvalverwerkingsbedrijf. Het bedrijf heeft zijn oorsprong in Maarheeze. Het werd opgericht in 1964 door Leo van Gansewinkel. Voordien vervoerde men strohulzen naar de Heineken brouwerij, maar Van Gansewinkel startte het bedrijf met het inzamelen van het afval van de Philipsfabriek te Maarheeze. Twee jaar later werd al een containerbedrijf in België opgezet. Door overnames en autonome groei werd het bedrijf snel groter. In 1985 werd het eerste depot voor gevaarlijk afval in gebruik genomen en ook werd de eerste recyclingfabriek opgezet. In 1995 en 1997 werden vestigingen in Tsjechië en Polen opgericht. Van Gansewinkel was in 2007 de grootste particuliere afvalinzamelaar van de Benelux en nog steeds een familiebedrijf. In Maarheeze zijn vestigingen van ´Van Gansewinkel Chemie B.V.´ en ´Van Gansewinkel Nederland B.V.´.
- Verder bezit Maarheeze veel bedrijven in de metaalsector.

In Maarheeze bevindt zich verder een vestiging van:
- Frisdranken Industrie Winters. Dit bedrijf begon in 1797 als een plaatselijke brouwerij. Vanaf 1900 werd het bedrijf geleidelijk in een frisdrankenindustrie omgezet. Sedert 1955 beschikte men over geavanceerde verpakkingslijnen. Men produceert voor A-merken, maar is in staat om een eigen merk te voeren, met name drank in blik. Sinds 1998 behoort Winters tot de Sun Beverage Company. Nu is het bedrijf bezit van Refresco.

## Natuur en landschap
De omgeving van Maarheeze is rijk aan natuurschoon. Ten noordoosten van Maarheeze ligt een grootschalige landbouwontginning, waardoorheen de Rakerloop stroomt. Ten zuidwesten van het dorp richting Budel en Weert ligt een uitgestrekt natuurgebied wat beheerd wordt door Defensie. Ten oosten ligt een villabos en verder vindt men het natuurgebied Hugterheide, met moerasland waar men edelherten kan treffen. Verder komt men er droge naaldbossen tegen. In de richting van Soerendonk is het landschap kleinschaliger, met stukjes bos, afgewisseld met landbouwgebied en het dal van de Buulder Aa.

## Nabijgelegen kernen
Sterksel, Hugten, Weert, Soerendonk.

## Geboren in Maarheeze
- Leo van Gansewinkel (1938-2019), zakenman en miljonair
- Corien Jonker (1966), politica
- Sylvia Hoeks (1983), actrice en model

## Woonachtig (geweest) in Maarheeze
- Henk Badings, componist
- Willibrord van Beek, politicus